# Jangcei tok
A jangcei tok (Acipenser dabryanus) a csontos halak (Osteichthyes) főosztályának a sugarasúszójú halak (Actinopterygii) osztályába, ezen belül a tokalakúak (Acipenseriformes) rendjébe és a valódi tokfélék (Acipenseridae) családjába tartozó faj.
Nagyméretű édesvízi halfaj, bár hasonlóan a lazachoz életének egy részét a tengerben tölti. Ennek a halnak a kialakulása 140 millió évvel ezelőttre a dinoszauruszok idejére nyúlik vissza. Ezért egyfajta élő kövületnek lehet tekinteni és az egyre gyérülő állománya miatt szigorú védettség illeti. A kínai kormányzat "nemzeti kincsként" kezeli, hasonlóan az ezen a téren emlős párjának számító óriáspandához.

## Előfordulása
Állománya védettséget élvez, mely Kína területén őshonos. Jelentősebb populációja a Jangce folyó vízrendszeréhez köthető, de a tengerparthoz közeli részeken előfordulhat a Csientang folyóban, a Min-folyóban és a Gyöngy-folyóban is.
Az 1970-es években folytatott állományszám becslések még 2000 ívó egyeddel számoltak. Napjainkra ez már csak százas nagyságrendű lett. Ez a nagymértékű csökkenés elsősorban a környezetszennyezésnek és más emberi tevékenységnek volt köszönhető. Ilyen volt például az 1980-as évek elején épített Három-szurdok-gát, mely elzárta az ívóhelyre igyekvő jangcei tokok útját. De zavarja őket a folyókon megnövekedett hajóforgalom zaja és akár pusztulásukat is okozhatja a hajócsavarok által okozott sérülés.

## Megjelenése
A jangcei tok bazális halfaj, megjelenése a kréta időszakig vezethető vissza. Egyes tudósok szerint átmenetet képez a porcos halak (Chondrichthyes) és a csontos halak (Osteichthyes) között, ezért egyfajta porcos ganoidnak (Chondrostei) tekinthető. A hal testét különböző méretű vértpikkelyek (ganoid pikkelyek) fedik.
Jellegzetes hegyes fejformája az orra felé vékonyodik és lemezszerűen ér véget. Szája alsó állású és orr része alatt a tokfélékre jellemző bajuszt visel. Testhossza 200 és 500 centiméter között mozog. Súlya 200-500 kilogramm közötti. Felnőtt példányai a négy métert is meghaladják és ekkora nagysághoz 450 kilogramm körüli súly párosul. Ezzel a nagysággal a tokok (Acipenser) között az előkelő harmadik helyen áll, mivel tőle nagyobbra a fehér tok (Acipenser transmontanus)  és az atlanti tok  (Acipenser oxyrinchus)  nő.

## Életmódja
Étrendjében elsősorban vízi állatok szerepelnek, például vízi rovarok, lárvák, kovamoszatok és más a vízben lévő humuszanyagok. Anadróm hal, mely azt jelenti, hogy az édesvízben ívik, de vándorformaként a tengervízben éri el az ivarérettséget. Élete során nagy utat tesz meg, hiszen a Kelet-kínai-tengerből a Jangce folyóban felfelé haladva, akár háromezer-kétszáz kilométert is vándorol az ivóhelyéig és ezzel a teljesítménnyel a megtett távolságot érintően a tokfélék között az elsőnek tekinthető.

## Szaporodása
A jangcei tok reprodukciós képessége gyenge. Életük során a tejesek három-négy alkalommal ívnak. Ilyenkor milliós nagyságrendű ikrát termel, de a viszonylag nagy darabszám ellenére közülük kevesebb, mint egy százalék válik életképessé.

## Védettsége
Az 1970-es évektől kezdve Kína első számú védett hala. A jangcei tok biológiája és taxonómiája iránt nagy tudományos érdeklődés mutatkozik meg. A kutatók tanulmányozzák, hogy hogyan lehet megőrizni ezt a veszélyeztetett fajt és ennek keretében már több mesterséges telepítés is történt azért, hogy ez a hal természetes élőhelyén fennmaradhasson.

### Internetes leírások a jangcei tokról
- A faj szerepel a Természetvédelmi Világszövetség Vörös Listáján. IUCN. (Hozzáférés: 2012. március 26.)
- A faj adatlapja a FishBase oldalán. FishBase. (Hozzáférés: 2012. március 26.)
- Dabry's Sturgeon Acipenser dabryanus Duméril, 1869. BioLib.cz. (Hozzáférés: 2012. március 26.)
- A taxon adatlapja az ITIS adatbázisában. Integrated Taxonomic Information System. (Hozzáférés: 2012. március 26.)
- Yangtze sturgeon (Acipenser dabryanus) (angol nyelven). ARKIVE. [2010. július 9-i dátummal az eredetiből archiválva]. (Hozzáférés: 2010. október 12.)
- Acipenser dabryanus Dabry's Sturgeon (angol nyelven). Encyclopedia of Life. (Hozzáférés: 2012. március 26.)
- Acipenser dabryanus Duméril, 1869 (angol nyelven). uBio. (Hozzáférés: 2012. március 26.)
- Acipenser dabryanus Duméril, 1869 (angol nyelven). UNEP-WCMC Species Database. (Hozzáférés: 2012. március 26.)[halott link]